# Manovale gentiluomo
Manovale gentiluomo è l'album di debutto di Dario Vergassola, pubblicato nel 1992 dalla Polygram Italia.
Dopo breve tempo esce il remix Non me la danno mai (lamento dell'armonizzatore), contenuta nello stesso CD.
Nel 1992 Dario aveva vinto il Festival di Sanscemo con la canzone Mario (Marta), l'unica già edita (in quanto pubblicata nella compilation della manifestazione) fra quelle contenute nell'album.

## Tracce
1. Non me la danno mai (Lamento dell'armonizzatore) 3.31 (D.Vergassola)
2. Mario (Marta) 3.58 (D.Vergassola)
3. Diecimila capelli fa 3.41 (D.Vergassola)
4. Tasche a chiocciola 3.34 (D.Vergassola)
5. Fritto Misto 4.29 (D.Vergassola-S.Nosei)
6. La signora di "Non ci ho il fisico" che arriva in macchina 0.31 (M.Tadini)
7. Non ci ho il fisico 3.16 (D.Vergassola)
8. Ferie 4.47 (D.Vergassola)
9. Mario due (2) 2.12 (D.Vergassola)
10. Piogge acide 3.43 (D.Vergassola)
11. Non me la danno mai (Lamento dell'armonizzatore) [Remix] 4.22 (D.Vergassola)
12. Il nome di tutte le donne che ho "Becciato" 1.28 (D.Vergassola)